# Roswitha Hollinger
Roswitha Hollinger (* 19. Mai 1945 in Altengottern; † 30. Juni 2023) war eine deutsche Politikerin (SPD) und Landtagsabgeordnete.

## Leben
Nach der Mittleren Reife besuchte Hollinger eine Frauenfachschule und arbeitete danach als Büroleiterin für ein staatliches Forstamt.
1974 trat sie der SPD bei. Sie war von 1985 bis 1993 die saarländische Landesvorsitzende der Arbeitsgemeinschaft sozialdemokratischer Frauen. Von 1990 bis 2000 stand sie dem SPD-Ortsverein ihres Heimatortes Ludweiler vor, daneben war sie von 1992 bis 2001 Vorsitzende des SPD-Gemeindeverbandes Völklingen. In den Jahren 1979 bis 1985 war sie Mitglied des Stadtverbandstags Saarbrücken. Dem Landtag des Saarlandes gehörte sie von 1985 bis 2004 an. Ab 1990 war sie Zweite Vizepräsidentin, ab 1999 Erste Vizepräsidentin des Landtages.
Ehrenamtlich engagierte sich Hollinger unter anderem als Landesvorsitzende der Schutzgemeinschaft Deutscher Wald und im Ludweiler Vereinswesen. Sie war außerdem Mitglied der Arbeiterwohlfahrt und der Naturfreunde.
Roswitha Hollinger starb im Juni 2023 im Alter von 78 Jahren.